# Genera plantarum

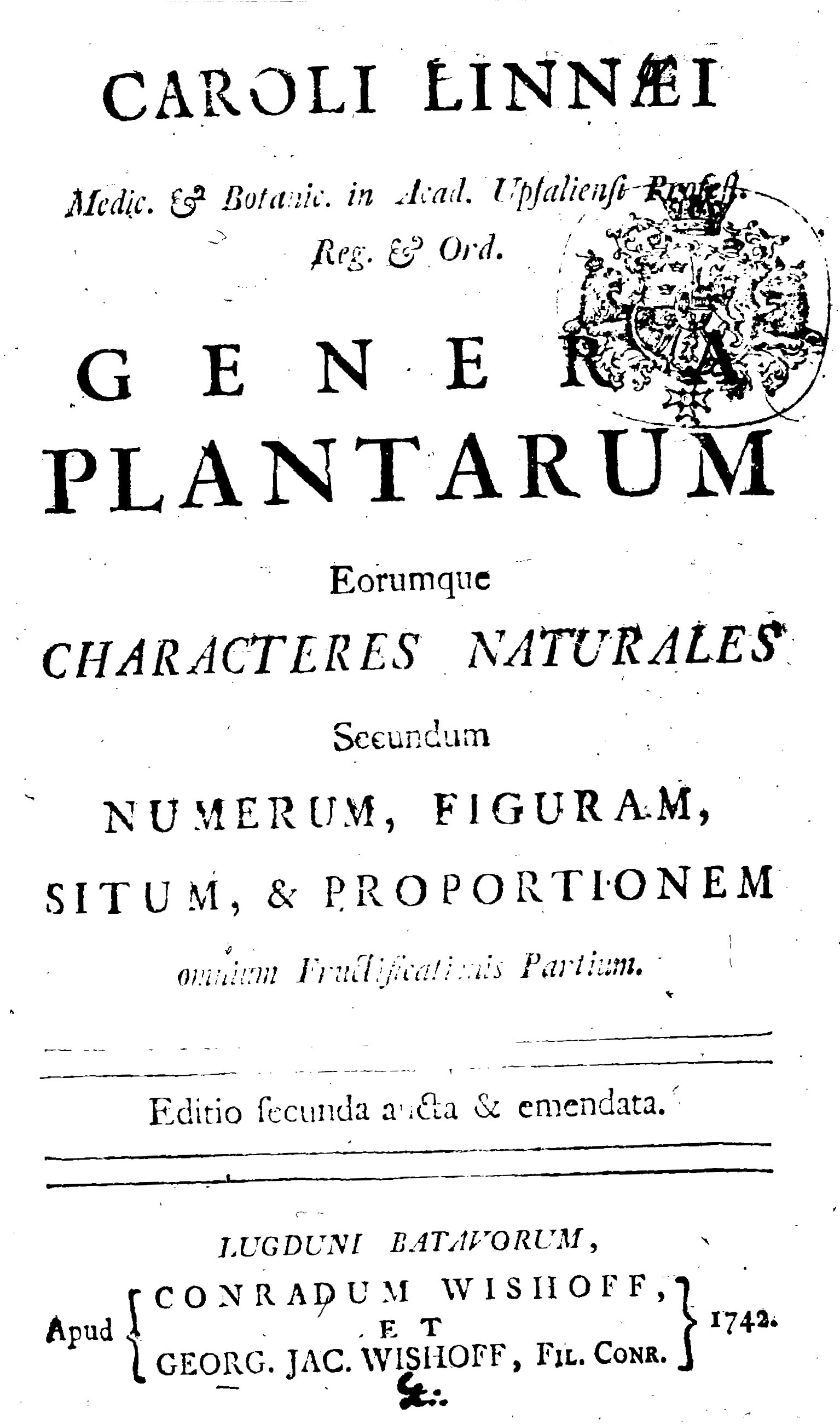
Genera Plantarum. Leiden, 1742.

En 1737 Carlos Linneo, ya famoso naturalista asentado en la ciudad neerlandesa de Leiden, reunió en su obra Genera plantarum ("Géneros de plantas") un bosquejo o breve enumeración de los géneros de plantas clasificadas en 24 grandes grupos o clases, según las semejanzas o diferencias en el número y disposición de los órganos reproductores, y estableció, en las sucesivas ediciones de su Systema naturae y Species Plantarum, el sistema de nomenclatura binominal, que quedó así definitivamente fijado. El libro llegó a la sexta edición en 1764.